# U 151 (U-Boot, 1941)
U 151 war ein deutsches U-Boot vom Typ II D, das im Zweiten Weltkrieg von der deutschen Kriegsmarine zur Ausbildung von U-Bootbesatzungen eingesetzt wurde.

## Geschichte
Der Auftrag für das Boot wurde am 25. September 1939 an die Werft Deutsche Werke, Kiel vergeben. Die Kiellegung erfolgte am 6. Juli 1940, der Stapellauf am 14. Dezember 1940, und die Indienststellung unter Kapitänleutnant Johannes Oestermann am 15. Januar 1941.
Das Boot gehörte nach seiner Indienststellung bis zum 21. Juli 1941 als Ausbildungsboot zur 24. U-Flottille in Memel. Vom 22. Juli 1941 bis zum März 1945 war es Schulboot in der 21. U-Flottille in Pillau. Ab März 1945 bis zum 5. Mai 1945 gehörte es als Ausbildungsboot zur 31. U-Flottille in Hamburg.
U 151 war ein Schul- und Ausbildungsboot und absolvierte keine Unternehmungen im Fronteinsatz.

## Einsatzstatistik
Keine Unternehmungen.

## Verbleib
Das Boot wurde am 5. Mai 1945 in Wilhelmshaven in der Westkammer der IV. Einfahrt (Raederschleuse) gemäß dem lange bestehenden, allerdings von Großadmiral Dönitz am Abend des 4. Mai 1945 aufgehobenen Regenbogen-Befehl von seiner Besatzung selbstversenkt.